# Anaticola crassicornis
Anaticola crassicornis är en insektsart som först beskrevs av Giovanni Antonio Scopoli 1763.  Anaticola crassicornis ingår i släktet Anaticola och familjen fjäderlöss. Arten är reproducerande i Sverige. Inga underarter finns listade i Catalogue of Life.